# راية بيضاء

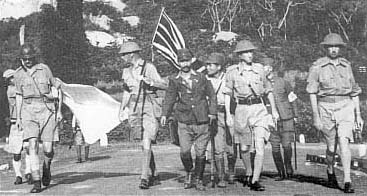
الجنرال البريطاني آرثر برسيفال Arthur Percival يعلن الاستسلام مع رفع الراية البيضاء خلال معركة سنغافورة سنة 1942.

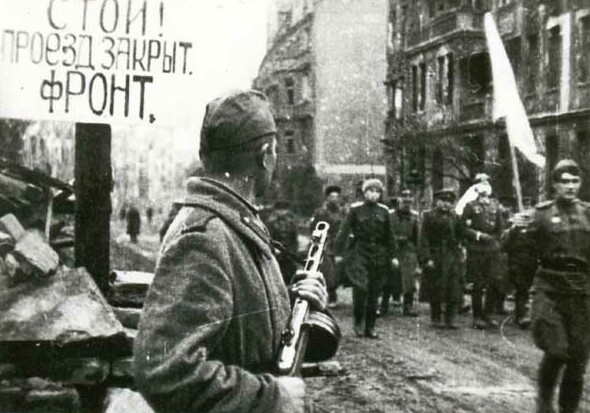
ألمان يرفعون الراية البيضاء إذعاناً باستسلامهم بعد معركة حصار بريسلاو سنة 1945.

الراية البيضاء (أو العلم الأبيض) هي راية ترفع ذات لون أبيض، تشير عموماً في أغلب الأحيان إلى الاستسلام في الحروب.
رفع الراية البيضاء في الحروب كدلالة على الاستسلام هو أمر معترف به دولياً حسب اتفاقيات لاهاي.

## التاريخ
يعود عرف رفع الراية البيضاء وقت الحروب إلى الحضارات القديمة. فقد أرود المؤرخ تاسيتس أن الرومان رفعوا الراية البيضاء سنة 109 للميلاد عند استسلامهم؛ ولكن قبل ذلك كان العرف هو رفع الدروع فوق الرؤوس. وفي القرون الوسطى في أوروبا كان اللون الأبيض يستخدم عموما للإشارة إلى أن الشخص معفى من القتال؛ وكانت طلائع الفرق العسكرية المستسلمة تحمل الصولجانات البيضاء؛ كما كان الأسرى يعلّمون بإرفاق قطعة من الورق الأبيض إلى القبعة أو الخوذة؛ أما الحاميات التي استسلمت ووعدت مرور آمن فكانت تحمل الهراوات البيضاء.

## معرض صور

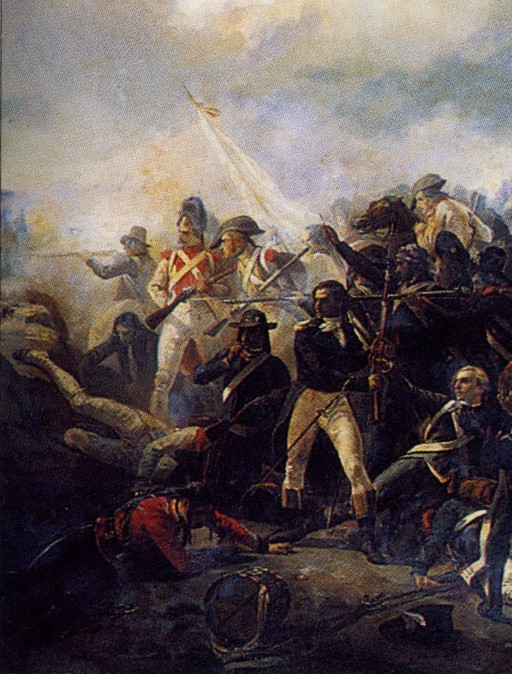
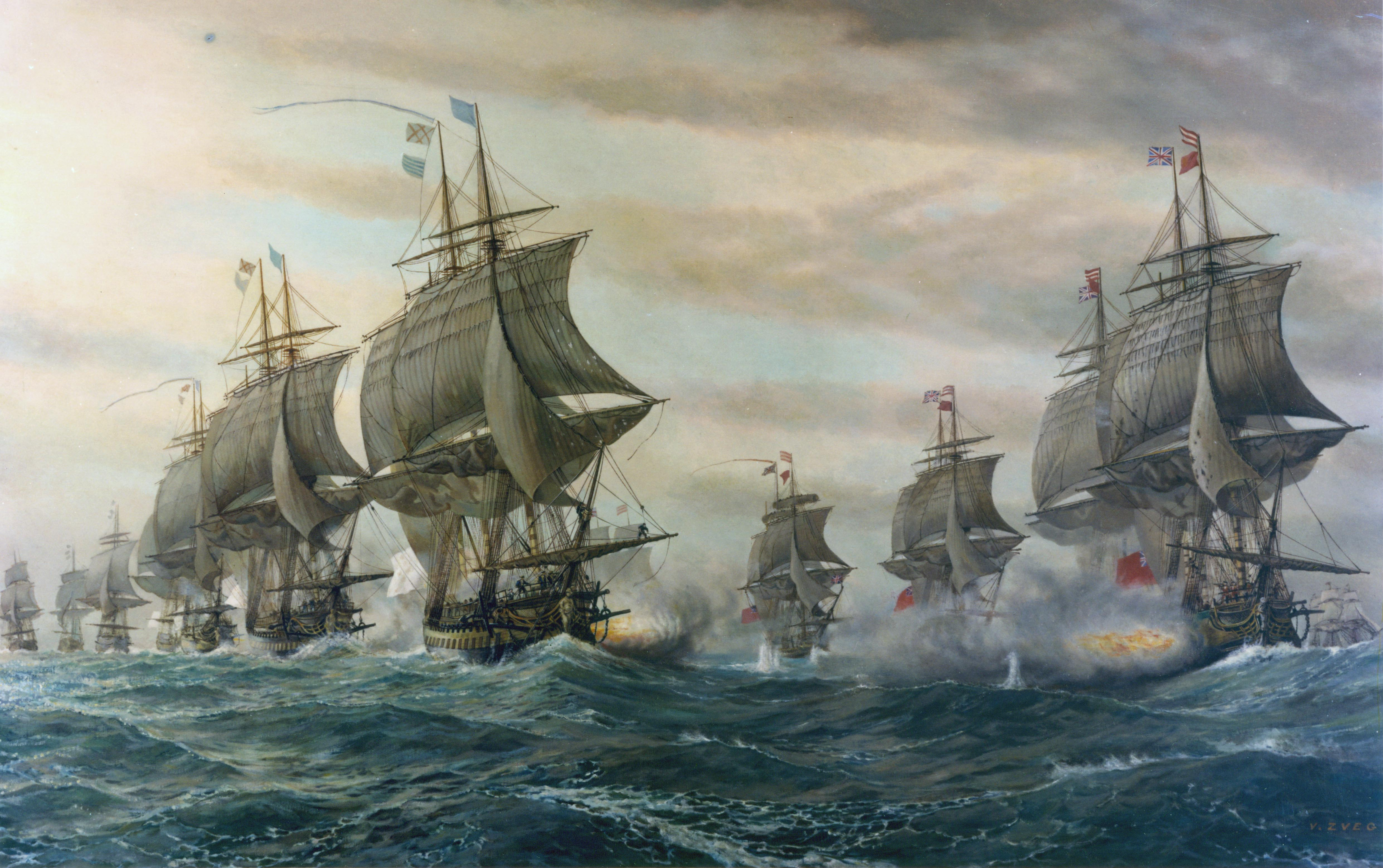
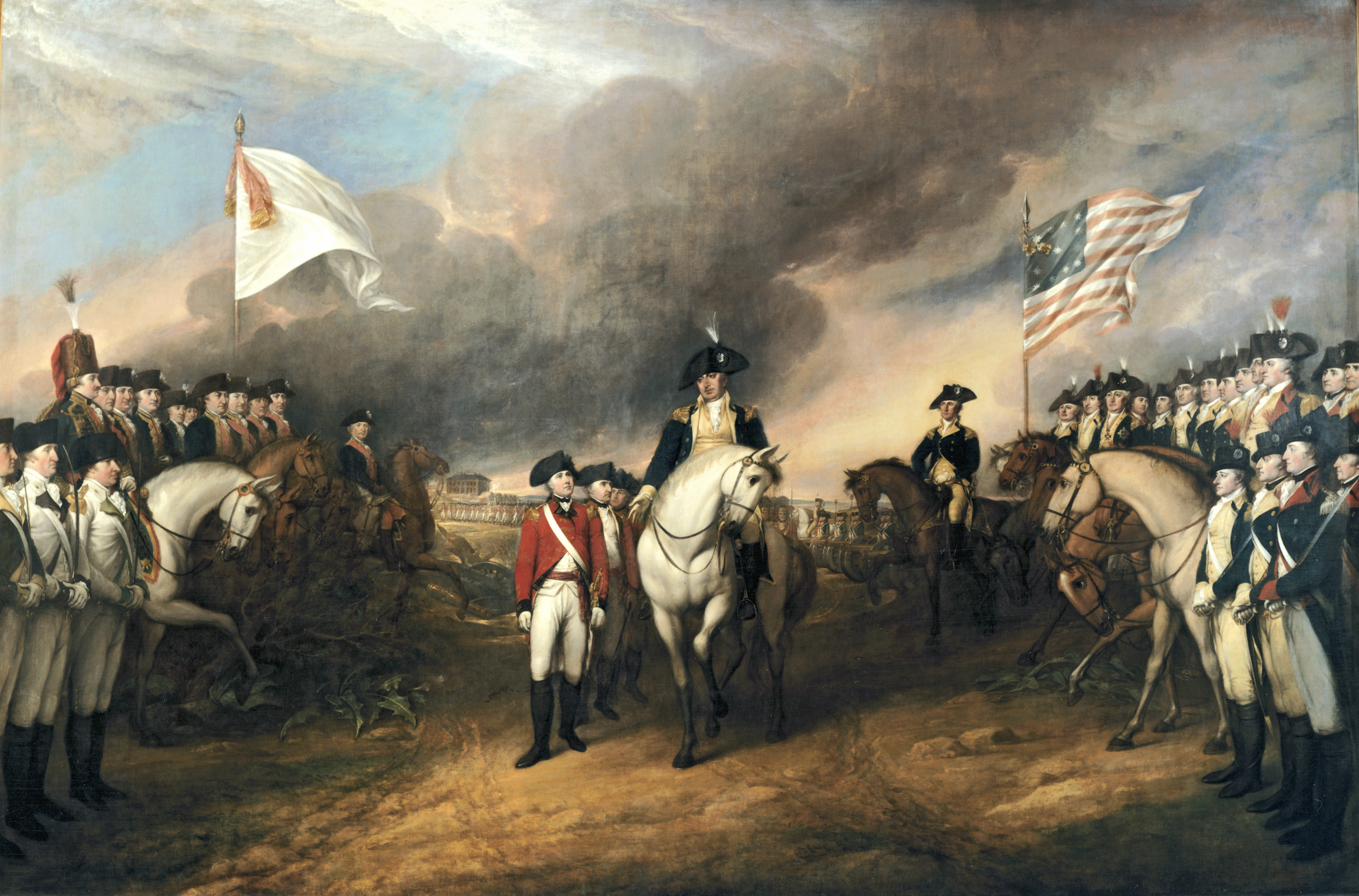
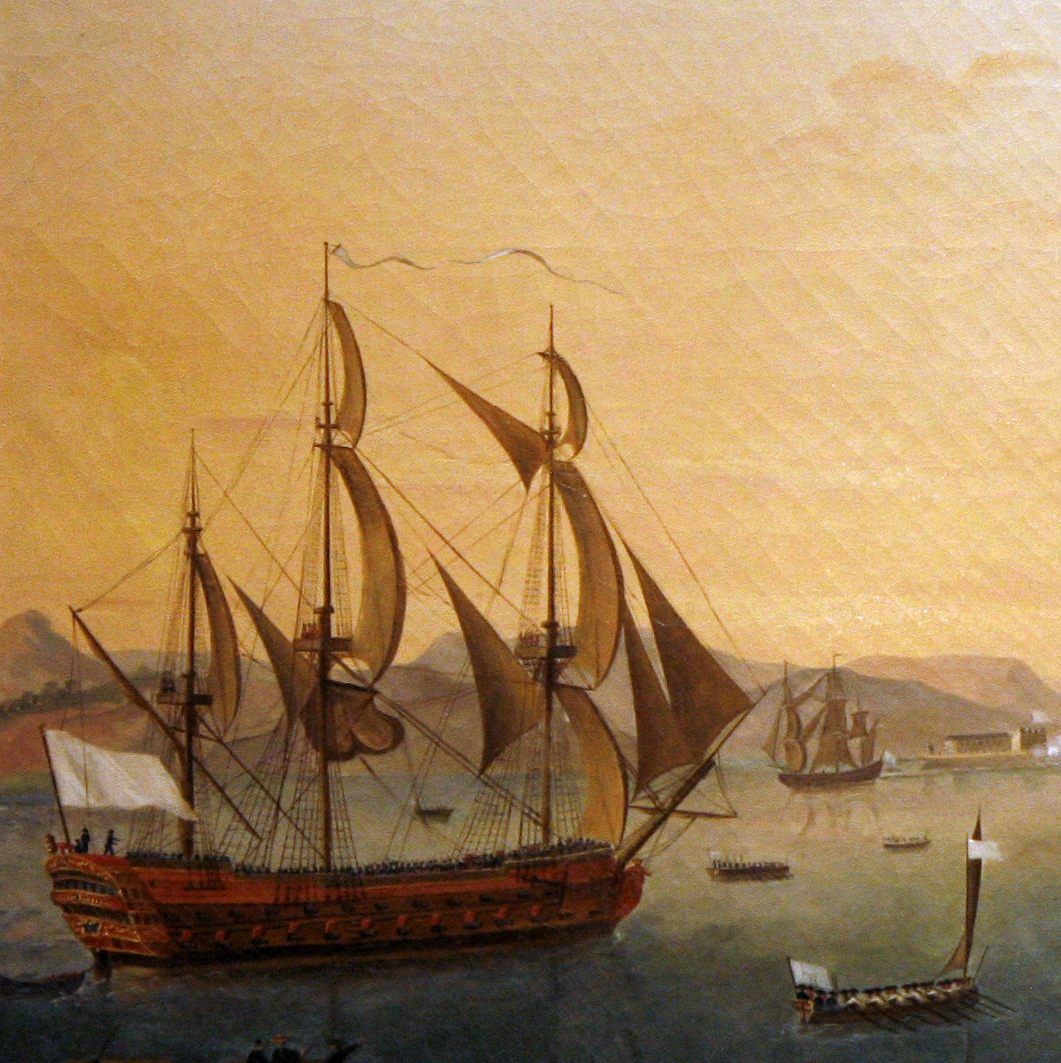
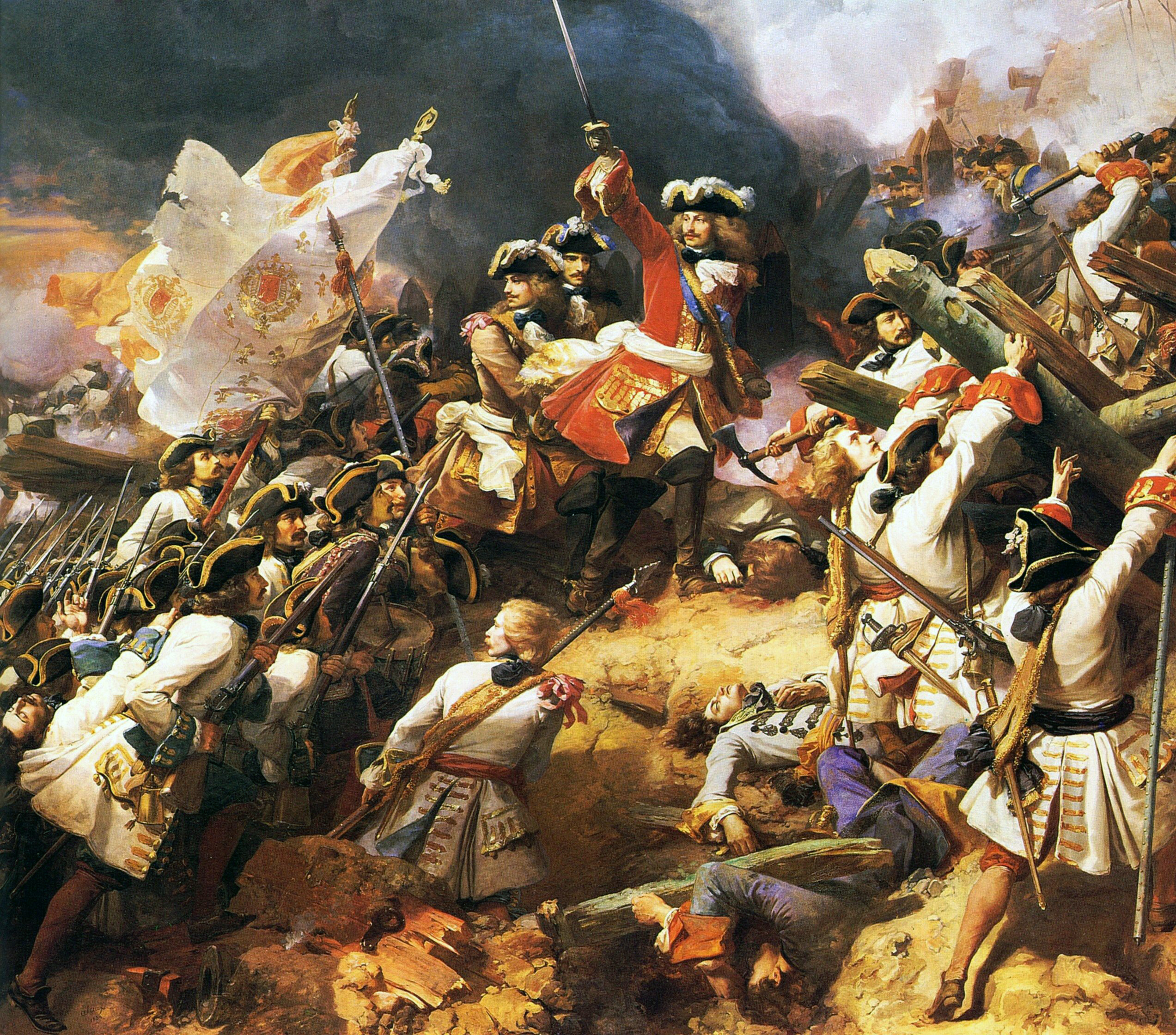

## اقرأ أيضاً
- استسلام
- هدنة